# Jindřich Groag
Jindřich Groag (rozený jako Heinrich Groag, 28. ledna 1893 Olomouc – 10. října 1973 Brno) byl meziválečný advokát s židovskými kořeny působící v Brně. Jeho patrně nejznámějším klientem byl pacifista a nonkonformní duchovní Přemysl Pitter. Groag byl rovněž známý pro přátelství s filozofem Ludwigem Wittgensteinem.

## Život

### Mládí
Heinrich Groag pocházel z asimilované židovské rodiny, usazené v Olomouci. Mezi jeho blízké příbuzné patřilo několik veřejně činných osobností. Bratranec Jacques Groag byl architekt a interiérový návrhář. Další bratranec Emanuel „Emo“ Groag byl moravský průmyslník a vedle toho i kreslíř, karikaturista. Willi Groag, vzdálený Jindřichův synovec, byl znám pro humanitární činnost v terezínském ghettu během druhé světové války.
Během mládí stráveného v Olomouci byl Heinrich Groag jednou z osobností olomouckého kroužku mladých intelektuálů, kteří se scházeli v mládeneckém pokoji Paula Engelmanna. Účastníky schůzek byl rovněž Jacques Groag, Max Zweig a další, podobně ladění vrstevníci. Krátkou dobu na schůzky docházel i pozdější filozof Ludwig Wittgenstein, s nímž udržoval přátelství po válce.

### Kariéra
Ač byl Jindřich Groag pacifista, sloužil během světové války aktivně u dělostřelectva. Práva v Praze dostudoval až po válce. V meziválečném období se angažoval v německé sociální demokracii, která tehdy působila v Československu. Před otevřením advokátní praxe působil jako koncipient v advokátní kanceláři Ludwiga Czecha, čelného představitele této strany.
V té době se začal také z vlastní iniciativy zajímat o osudy mladých mužů, kteří z důvodu svědomí a náboženského přesvědčení odmítali sloužit v armádě. Samotný Groag se odpíračem vojenské služby nikdy nestal. Sám se však cítil přitahován k Ježíšovu učení o lásce k bližnímu. Angažoval se proto v mezinárodním pacifistickém hnutí a hluboce oceňoval důsledné mravní postoje odpíračů.
Jeho nejvýraznějším klientem byl radikální meziválečný pacifista, nekonformní duchovní a humanista Přemysl Pitter. V polovině 20. let a pak znovu začátkem 30. let 20. století udržoval korespondenci se spisovatelem Karlem Čapkem. Vyjma několika již dříve známých dopisů byla tato zajímavá korespondence v ucelené podobě vydána teprve v roce 2009.